# Hłomcza
Hłomcza (j. łemkowski Гломча), dawniej też Hłumcza (Chłomiec w latach 1977–1983 Świerczewo) – wieś w Polsce położona w województwie podkarpackim, w powiecie sanockim, w gminie Sanok.
W latach 1975–1998 miejscowość administracyjnie należała do województwa krośnieńskiego.

## Części wsi
| SIMC    | Nazwa   | Rodzaj     |
| ------- | ------- | ---------- |
| 0359238 | Rzeczki | przysiółek |

## Zabudowa
We wsi znajduje się cerkiew greckokatolicka pw. Soboru Bogarodzicy zbudowana w 1859. Obok cerkwi wzniesiono w tym samym czasie dzwonnicę murowaną, w której wiszą trzy dzwony, w tym jeden z 1668.

## Historia
W połowie XIX wieku właścicielem posiadłości tabularnej w Hłumczy był Teodor Tergonde. Pod koniec XIX wieku właścicielami tabularnymi we wsi byli Adolf i Wilh. Raszowscy.
Z Hłomczy pochodził ksiądz Franciszek Ksawery Kurkowski (1884–1945).
Pierwszy atak UPA na wieś miał miejsce 21 stycznia 1945, bojówka napadła w tym dniu na polskie zagrody, ograbiła je, pobiła i raniła 15 osób oraz zamordowała 2 osoby. Kolejny napad miał miejsce 24 czerwca 1945 został wtedy uprowadzonych z domu i zamordowany Polak Piotr Stróżewski (44 lat). W rejonie wsi poległo w walce z oddziałem UPA dwóch żołnierzy WP.
10 września 1946 Hłomcza została tym razem zupełnie spalona przez oddział UPA z sotni „Kryłacza”, a troje mieszkańców wsi zostało zamordowanych. Łącznie banderowcy spalili we wsi 90 domów wraz z całym inwentarzem oraz dwa zbiorniki ropy naftowej z miejscowej kopalni. Zamordowane osoby to: Emil Roman (42 lat), jego córka – 14-letnia Katarzyna Roman oraz Cecylia Chudzikiewicz (38 lat), której ciało upowcy wrzucili do piwnicy palącego się domu.
Od 1 kwietnia 1977 do 1 kwietnia 1983 wieś nazywała się Świerczewo. Zmiany nazwy dokonano w związku z 30. rocznicą śmierci gen. Karola Świerczewskiego.